# High Hope Group
Jiangsu High Hope International Group Corporation (сокращённо High Hope Group) — китайский многопрофильный конгломерат, основные интересы которого сосредоточены в сфере внешней торговли, логистики, управления цепями поставок, недвижимости, строительства, финансовых услуг и промышленного производства. Штаб-квартира расположена в Нанкине.

## История
Компания была основана в декабре 1996 года. В мае 2014 года High Hope Group начала реструктуризацию бизнеса, выделив ключевые активы в состав холдинговой компании Jiangsu High Hope Corporation, которая подконтрольна властям провинции Цзянсу. В августе 2015 года Jiangsu High Hope Corporation сменила название на Jiangsu High Hope International Group Corporation. В октябре 2015 года High Hope Group вывела свои активы на фондовую биржу. В 2016 году оборот High Hope Group составил 31,98 млрд юаней, а общий объем импорта и экспорта — 3,52 млрд долл. США.

## Деятельность
High Hope Group входит в число 500 крупнейших предприятий Китая. Внешнеторговое подразделение High Hope Group поставляет китайские товары международным закупочным группам, сетевым супермаркетам и другим оптовикам, а также импортирует сырьё и комплектующие для китайских текстильных, металлургических, нефтехимических и машиностроительных компаний.
High Hope Group входит в число лидеров в торговле такими товарными группами, как текстиль, одежда, целлюлоза, бумага, деревянные панели, судовое и электромеханическое оборудование; значительные объёмы имеют поставки детских товаров, лекарств, медицинского оборудования, ветеринарных препаратов, мяса, морепродуктов, меди, стали, угля, мазута и удобрений.
Инвестиционное подразделение Jiangsu High Hope International Group владеет различными пакетами акций в таких китайских компаниях, как Huatai Securities, Guotai Junan Securities, Zhongtai Securities, Bank of Jiangsu, Bank of Nanchang, Zijin Rural Commercial Bank, Lian Life Insurance, Holly Futures, Jintai Futures, Jiangsu Jingshen Salt, Dongjiang Environmental и других.
Кроме того, дочерние структуры High Hope Group занимаются организацией выставок и конгрессов, развивают сети оптовых складов, холодильных складов и розничных магазинов, владеют текстильными, швейными и фанерными предприятиями, инвестируют в жилую и коммерческую недвижимость, энергетику и переработку отходов.
По итогам 2022 года основные продажи High Hope Group пришлись на оптовый бизнес (39,1 %), текстиль и одежду (13 %), свежие продукты (8,8 %). На Китай пришлось 67,7 % оборота, на зарубежные рынки — 32,3 %.  

### Бренды
Ключевыми брендами группы являются «Forecast Spring» компании Jiangsu Champion Holdings, «Gold Plum» компании Jiangsu Cereals, Oils and Foodstuffs Import and Export Group, «JSTEX» компании Zhongtian Corporation, а также бренды «Ashare», «JSL Toys», «Friendly», «Swallow Brand», «Tiger» и «Giraffe» компании Zhongding Corporation.

## Структура
В состав High Hope Group входят следующие дочерние компании: 
- Jiangsu High Hope International Group Laiyinda Co. (Laiyinda, Нанкин) — основана в 1995 году, импортно-экспортные операции и оптовая торговля углём, продуктами нефтехимии, цветными металлами и сельскохозяйственной продукцией[8].
- Jiangsu High Hope International Group Sunshine Import and Export Corporation (Sunshine, Нанкин) — основана в 1984 году, импортно-экспортные операции с текстилем, одеждой, тканями, игрушками, химикатами, пластмассами и пищевыми добавками, поставки рекламных вывесок[9].
- Jiangsu High Hope Arser Co. (Arser, Нанкин) — основана в 2005 году, импортно-экспортные операции с фанерой, МДФ плитами и другими деревянными плитами, а также с картоном, целлюлозой, поддонами и пиломатериалами; производство фанеры на фабриках в Линьи, Хуайане, Сюйчжоу и Суцяне.
- Jiangsu High Hope Baby Co. (Baby Co., Нанкин) — основана в 2016 году, импортно-экспортные операции с детским питанием, подгузниками, одеждой, обувью, головными уборами, моющими средствами, детской мебелью и игрушками; развитие сети магазинов с детскими товарами.
- Jiangsu High Hope Venture Co. (High Hope Venture, Нанкин) — основана в 2004 году, венчурные инвестиции в растущие компании, работающие в таких сферах, как здравоохранение, логистика, управление цепями поставок и электронная коммерция.
- Jiangsu High Hope Cold Chain Logistics Co. (High Hope Cold, Чжэньцзян) — совместное предприятие High Hope Group и CDB Development Fund; развитие логистической цепи складов-холодильников, таможенных складов и автопарка рефрижераторов, а также цехов по обработке и упаковке импортного мяса, морепродуктов и овощей.
- Jiangsu High Hope Convention & Exhibition Corporation (High Hope Expo, Нанкин) — проведение выставок, конференций, конгрессов, а также культурных и спортивных мероприятий в Китае и за рубежом.
- High Hope International Group Jiangsu Champion Holdings (Champion Holdings, Нанкин) — основана в 1987 году, производство и продажи трикотажной одежды и домашнего текстиля, импорт древесины, химикатов и мяса.
- High Hope International Group Jiangsu Medicines and Health Products Import and Export Corporation (High Hope Medicines and Health Products, Нанкин) — основана в 1984 году, импортно-экспортные операции с готовыми лекарствами, химическими и биохимическими препаратами, лечебными травами, растительными экстрактами, товарами для здоровья, продуктами пчеловодства, медицинскими товарами (одноразовые маски, перчатки и халаты, хирургические повязки, инструменты и оборудование), лекарствами для домашних животных, ветеринарными препаратами, товарами для матери и ребёнка (молочные смеси для младенцев, прикорм для детей, пищевые добавки, детские игрушки)[10].
- High Hope International Group Jiangsu Asset Management Co. (High Hope Asset Management, Нанкин) — основана в 2013 году как совместное предприятие High Hope Group и Champion Holdings; управление активами и инвестициями, инвестиционный консалтинг.
- High Hope Group Jiangsu Tongtai Co. (Tongtai, Нанкин) — импортно-экспортные операции с текстилем, одеждой, текстильным сырьём, а также поставки скобяных, электротехнических и механических изделий, канцелярских товаров.
- High Hope Zhongding Corporation (Zhongding Corporation, Нанкин) — основана в 1974 году, импортно-экспортные операции с лекарствами, комплектующими для судов, инструментами, химикатами, пестицидами, обувью, текстилем, одеждой, чемоданами и сумками, а также операции с недвижимостью и инвестиции в промышленное производство.
  - Honsin Real Estate Co. — основана в 1992 году, операции с недвижимостью.
- High Hope Zhongtian Corporation (Zhongtian Corporation, Нанкин) — основана в 1973 году, экспорт одежды, тканей, домашнего текстиля, сумок, чехлов, электромеханического оборудования; импорт целлюлозы, бумаги, древесины, химической продукции, цветных металлов, хлопка, промышленного оборудования; промышленное производство, транспорт и недвижимость.
- High Hope Aglory Limited (Aglory, Нанкин) — основана в 1978 году, импортно-экспортные операции с текстилем, одеждой, химикатами, деревянными изделиями, бумагой, металлами, электромеханической продукцией, электроникой, солнечными панелями; центр по разработке трикотажа и одежды в Цзяннине.
- High Hope Real Estate (Нанкин) — строительство и эксплуатация жилой и коммерческой недвижимости; среди крупнейших проектов: комплексы Romanvison, Invisible Class, Aoli Garden, Blue City, Jingkou Garden, Central County.
- High Hope Hong Kong International Co. (High Hope International, Гонконг) — международные внешнеторговые, логистические, транспортные, страховые и финансовые операции группы.
- Jiangsu Cereals, Oils and Foodstuffs Import and Export Group Corporation (JCOF, Нанкин) — основана в 1973 году, импортно-экспортные операции с зерновыми, бобовыми, растительным маслом, комбикормами и вином; поставки мяса, яиц, морепродуктов, овощей, консервов, приправ; владеет перерабатывающими фабриками, холодильными складами и органическими фермами.
- Jiangsu Animal By-Products Import and Export Group Corporation (JABP, Нанкин) — основана в 1987 году, импортно-экспортные операции, производство лезвий для циркулярных пил.
- Skyrun (Hong Kong) Co. — импортно-экспортные операции с одеждой, текстилем, целлюлозой и химикатами.

## Акционеры
Контрольный пакет акций High Hope Group принадлежит Комитету по контролю и управлению государственным имуществом провинции Цзянсу (67,41 %); мелкими институциональными инвесторами являются Bosera Asset Management, Baoying Fund Management, Sealand Securities, Nuode Asset Management, China Southern Asset Management и GF Fund Management.